# Paroeme meridionalis
Paroeme meridionalis är en skalbaggsart som beskrevs av Karl Adlbauer 1994. Paroeme meridionalis ingår i släktet Paroeme och familjen långhorningar.
Artens utbredningsområde är:
- Kenya.
- Malawi.
- Zimbabwe.

Inga underarter finns listade i Catalogue of Life.